# Mary Fallin
Mary Fallin, née Copeland le 9 décembre 1954 à Warrensburg (Missouri), est une femme politique américaine membre du Parti républicain. Elle est gouverneure de l'État d'Oklahoma de 2011 à 2019 et la première femme à occuper ce poste.

## Biographie

### Famille et études
Mary Newt Copeland naît dans le Missouri. Lorsqu'elle est enfant, sa famille s'installe à Tecumseh, au sud d'Oklahoma City. Ses deux parents deviendront maire de la ville. Elle étudie à l'université baptiste de l'Oklahoma puis à l'université d'État de l'Oklahoma, où elle obtient un diplôme en relations familiales et développement de l'enfant en 1977. Elle exerce dans l'immobilier pour une chaîne d'hôtels.
Elle a deux enfants (Christina et Price) avec Joseph Fallin, qu'elle épouse en 1984 et dont elle divorce en 1999. Depuis 2009, elle est mariée à Wade Christensen.

### Débuts en politique
Mary Fallin se lance en politique en 1990. Elle est alors élue à la Chambre des représentants de l'Oklahoma en s'opposant à une réforme de l'éducation prévoyant une augmentation des impôts. Après un mandat, elle est élue lieutenant-gouverneur de l'Oklahoma. Elle est la première femme et le premier républicain élu à ce poste. Elle est réélue à deux reprises. En tant que lieutenant-gouverneur, elle préside notamment le Sénat de l'Oklahoma. Contrairement à ces prédécesseurs, elle occupe pleinement ce rôle historiquement plutôt honorifique en particulier lorsque le Sénat est contrôlé par les démocrates,. À ce titre, elle joue un rôle important lors de l'adoption de lois hostiles aux syndicats au début des années 2000,,.
Elle est pressentie pour se présenter à l'élection du gouverneur de 2000 et à l'élection sénatoriale de 2004 mais passe son tour. Elle est finalement candidate à la Chambre des représentants des États-Unis lors des élections de 2006 dans le 5e district de l'Oklahoma. Le siège est laissé par le républicain Ernest Istook (en), candidat au poste de gouverneur. Elle arrive en tête du premier tour de la primaire républicaine avec 35 % des voix, puis bat le maire d'Oklahoma City au deuxième tour. Elle est élue représentante avec 20 points d'avance sur le démocrate David Hunter. Elle est facilement réélue en 2008. Au Congrès, elle est considérée une républicaine conservatrice.

### Gouverneure de l'Oklahoma

#### Premier mandat
En 2010, Mary Fallin se présente au poste de gouverneur de l'Oklahoma, alors que le démocrate sortant Brad Henry ne peut pas se représenter après deux mandats. Elle remporte la primaire républicaine face au sénateur Randy Brogdon et aux hommes d'affaires Robert Hubbard et Roger Jackson. Durant la campagne, elle fait régulièrement référence à son statut de mère face à une concurrente démocrate célibataire et sans enfant. Elle propose de réduire la taille du gouvernement pour combler le déficit de l'État et d'adopter une politique plus favorable aux entreprises. Le 2 novembre 2010, Fallin est élue gouverneure de l'Oklahoma avec 60,5 % des suffrages face à la démocrate Jari Askins. Elle est la première femme à accéder à ce poste.
Le 4 août 2013, elle prend la présidence de l'association nationale des gouverneurs (National Governors Association) pour un an.
Durant son premier mandat, le boom économique lié au gaz de schiste permet à l'État de surmonter la crise économique de 2009. L'Oklahoma voit son taux de chômage passer sous la barre des 5 % début 2014. Mary Fallin réduit l'impôt sur le revenu et refuse d'étendre la couverture santé comme le permet l'Obamacare. Elle attire également l'attention nationale lorsqu'elle demande à la Garde nationale de refuser d'accorder les mêmes droits aux couples de même sexe, défiant les consignes du ministère de la Défense. Elle est alors très populaire et considérée comme une étoile montante du Parti républicain. La popularité de Fallin passe cependant de 73 % d'opinions favorables en septembre 2013 à 52 % en juin 2014.

#### Deuxième mandat
Lors des élections de novembre 2014, elle est réélue pour un second mandat avec 56 % des voix contre 41 % pour le démocrate Joe Dorman. Avant l'élection présidentielle américaine de 2016, son nom est évoqué pour la vice-présidence en cas de victoire républicaine.
Après l'avoir longtemps nié, en s'opposant aux affirmations du représentant local Cory T. Williams (démocrate), elle reconnaît en 2015 le lien entre exploitation du gaz de schiste et tremblements de terre, qui se multiplient dans l'État,,. La même année, la baisse des prix de l'énergie conduit à une diminution des ressources de l'État et à une crise budgétaire : le budget connaît un déficit de 900 millions de dollars en 2016. Ce qui ne l'empêche pas de proclamer pour la date du 13 octobre 2016 l'« Oilfield prayer day », c'est-à-dire le « jour de prière aux champs de pétrole », afin de remercier Dieu pour ce bienfait.
Au printemps 2016, bien qu'elle-même opposée à l'avortement, Fallin oppose son véto à une loi criminalisant les médecins pratiquant l'avortement. Elle estime alors la loi « vague et inconstitutionnelle », pensant que le seul moyen de revenir sur Roe v. Wade est la nomination de juges conservateurs à la Cour suprême. Ce véto est critiqué par de nombreux conservateurs. En mai 2017, l'institut de sondage SoonerPoll affirme que Fallin ne compte plus que 31 % d'opinion favorables, encore moins que David Walters (1991-1995) alors accusé d'avoir violé la loi sur le financement des campagnes électorales.
L'année suivante, Fallin est confrontée à une importante grève des enseignants qui se résout par une augmentation des impôts pour financer les écoles. La gouverneure est alors attaquée sur sa droite, opposée à la hausse des impôts, et sur sa gauche pour ne pas aller assez loin, les professeurs d'Oklahama étant parmi les moins bien payés du pays. En mai 2018, elle signe une loi permettant aux agences d'adoption de refuser des couples en se fondant sur des motifs religieux et une autre loi autorisant l'érection de monuments religieux sur le domaine public. Elle oppose toutefois son véto à une loi permettant de porter des armes sans permis, précisant que bien qu'elle soit elle-même défenseure du deuxième amendement, la loi pose des questions de sécurité.
En juillet 2018, un sondage national du cabinet Morning Consult désigne Fallin comme le gouverneur le plus impopulaire du pays, avec seulement 19 % des électeurs approuvant son action contre 74 % la désapprouvant,. Son impopularité pousse certains candidats républicains à sa succession à diffuser des publicités pour se différencier d'elle, c'est notamment le cas du gouverneur élu pour lui succéder Kevin Stitt.
Mary Fallin quitte ses fonctions en janvier 2019 et retourne à la vie privée.